# Belinda Nazan Walpoth
Belinda Nazan Walpoth (* 28. April 1965 in Iserlohn) ist eine Schweizer Kardiologin und Politikerin mit türkischen Wurzeln. Sie ist seit dem 4. März 2020 Mitglied des Grossen Rats des Kantons Bern.

## Leben und Beruf
Belinda Nazan Walpoth wurde in Iserlohn, D  geboren. Ihr Vater war ein führender Gewerkschaftler aus der Türkei. Die Grosseltern kamen ursprünglich aus Thessaloniki, von wo sie 1923 nach dem Vertrag von Lausanne nach Izmir umgesiedelt wurden. Belinda Nazan Walpoth wuchs in einem säkularen, belesenen, politisierten, fortschrittlichen familiären Umfeld auf und wurde durch ihre Eltern früh politisiert. Auch Punkto Frauenrechte war die Familie sehr fortschrittlich. Die Frauen der Familie sind in der vierten Generation berufstätig. Frauen erhielten in der Türkei dank Atatürk das Wahlrecht 1930 und 1934, erst auf lokaler und anschliessend auf nationaler Ebene.
Sie war mit dem Zürcher Herzchirurgen Beat Walpoth verheiratet. Der gemeinsame Sohn, Benjamin Walpoth hat seine Ausbildung in Marketing und Communication in Boston USA mit dem Master-Titel abgeschlossen und ist unter Künstlernamen Ben Whale als Mundart-R&B-Sänger bekannt.
Seit 1993 arbeitet Belinda Nazan Walpoth am Universitätsspital Bern (Inselspital), wo sie an der Medizinischen Fakultät auch als Lehrbeauftragte tätig ist. Sie arbeitet an der Universitätsklinik für Kardiologie Inselspital und leitet dort die Frauenherz-Sprechstunde. Dazu arbeitet sie in ihrer eigenen Praxis AltstadtKardio in Bern.
Neben ihrer hauptberuflichen Tätigkeit als Ärztin schreibt Belinda Nazan Walpoth, die einen Presseausweis besitzt, regelmässig für Medien verschiedener Diaspora-Gruppen in der Schweiz sowie für türkische Medien zu gesundheitlichen Themen. In diesem Zusammenhang tritt sie zudem in verschiedenen Fernseh- und Radioprogrammen und in Youtube-Videos auf. Während der Coronavirus-Pandemie informierte Walpoth erfolgreich grosse Teile der türkischen Diaspora in der Schweiz über die Situation.

## Politischer Werdegang
Belinda Nazan Walpoth ist die einzige Grossrätin des Kantons Bern mit Migrationshintergrund der 1. Generation. Sie ist am 5. März 2020 in den Grossen Rat nachgerückt, nachdem sie bei den Wahlen 2018 den zweiten Ersatzplatz erreicht hatte. 2022 wurde sie direkt wieder gewählt. Im Grossen Rat arbeitet sie als Mitglied der Fraktion SP-JUSO zuerst als Ersatz-Mitglied später als Voll-Mitglied der Gesundheitskommission.
Walpoth war von 2016 bis 2022 im Vorstand der SP Holligen. Zusammen mit Yvan Kolak war sie 2018–2022 über 4 Jahre Co-Präsidentin der SP Migrant*innen des Kantons Bern.
Sie ist ausserdem im erweiterten Vorstand der Berner Sektion des Verbands Schweizerischer Assistenz- und Oberärztinnen und -ärzte (VSAO). Walpoth war 10 Jahre die Präsidentin der schweizerisch türkischen Ärztegesellschaft STAV.
Sie ist Stiftungsrätin der Berner Stiftung zur Förderung der Hausarzt-Medizin. Sie ist Mitglied der Kommission Aufklärung, Prävention und Patienten der schweizerischen Herzstiftung.
Gesundheits- und Migrationsthemen bilden ihre politischen Schwerpunkte.